# Federgo
Federgo (Federitga) was een van de oud Friese gouwen waarin Oost-Friesland in vroegere tijd werd ingedeeld. Van oorsprong was het gebied een gouw van het Frankische Rijk, wat het woord -go aanduidt. De naam van de gouw is waarschijnlijk afgeleid van de aldaar groeiende opvallende moerasplant. Federgo hoorde bij de zogenoemde Friese gouwen, die Willehad overeenkomstig de voorschriften van Karel de Grote moest kerstenen.

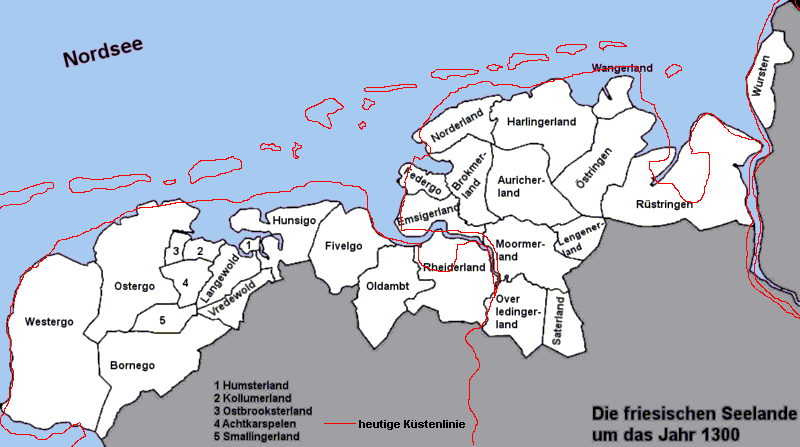
De Friese Zeelanden rond 1300

Federgo is gelegen aan de noordwestelijke rand van Oost-Friesland direct aan de Waddenzee en komt grotendeels overeen met de huidige gemeente  Krummhörn. Voor de doorbraak van de Leybocht zou ook het kerspel Norden nog hebben behoord tot de  Federgo. In het oosten grenst Federgo aan Brookmerland en in het zuiden aan Emsigerland.